# (100005) 1986 RY
(100005) 1986 RY es un asteroide perteneciente al cinturón de asteroides, descubierto el 6 de septiembre de 1986 por Eleanor F. Helin desde el Observatorio del Monte Palomar, Estados Unidos.

## Designación y nombre
Designado provisionalmente como 1986 RY.

## Características orbitales
1986 RY está situado a una distancia media del Sol de 2,201 ua, pudiendo alejarse hasta 2,513 ua y acercarse hasta 1,888 ua. Su excentricidad es 0,141 y la inclinación orbital 5,764 grados. Emplea 1192 días en completar una órbita alrededor del Sol.

## Características físicas
La magnitud absoluta de 1986 RY es 16,2.